# Pirmin Schwegler
Pour les articles homonymes, voir Schwegler.
Pirmin Schwegler né le 9 mars 1987 à Ettiswil, est un footballeur international suisse évoluant au poste de milieu défensif.

## Biographie

### Jeunesse
Schwegler a souffert de leucémie lorsqu'il était enfant et est actuellement très impliqué dans les aides pour soutenir les enfants malades comme le montre son site internet. Il est le frère de Christian Schwegler également footballeur évoluant en Autriche dans le club Red Bull Salzbourg.

### Carrière en club
Pirmin Schwegler a commencé ses classes footballistiques en Suisse au FC Grosswangen, puis au FC Lucerne et à BSC Young Boys.
Il fait le saut à l'étranger en 2006 au Bayer Leverkusen puis change de club et signe à l'Eintracht Frankfurt en 2009 où il s'impose comme joueur clé de l'équipe.
Fidèle à son club, Schwegler continue l'aventure avec l'Eintracht Frankfurt en 2. Bundesliga à la suite de la descente de celui-ci lors de la saison 2011/2012. Schwegler est nommé capitaine de l'Eintracht Frankfurt lors de cette même saison par Armin Veh et qui verra le club de Francfort revenir en Bundesliga pour la saison 2012-2013. Le 6 mai 2014, Schwegler signe un contrat de trois saisons en faveur du TSG 1899 Hoffenheim ou il s'impose rapidement comme un titulaire dans l'esprit de Markus Gisdol.
Il rejoint en juillet 2019 le club australien des Western Sydney Wanderers. Il y est rejoint peu après par son ancien coéquipier à Francfort, l'attaquant allemand Alexander Meier.
Il prend sa retraite sportive à la fin de la saison 2019-2020.

#### Récapitulatif
- 2003-2005 : FC Lucerne (Suisse).
- 2005-2006 : BSC Young Boys (Suisse).
- 2006-2009 : Bayer Leverkusen (Allemagne).
- 2009-2014 : Eintracht Francfort (Allemagne).
- 2014-2017 : TSG Hoffenheim (Allemagne).
- 2017-2019 : Hanovre 96 (Allemagne).
- 2017-2020 : Western Sydney Wanderers (Australie).

### Carrière internationale
Le 12 août 2009, Pirmin Schwegler honore sa première sélection en équipe nationale suisse face à l'Italie en réponse au sélectionneur national, Ottmar Hitzfeld.
Il participe à la Coupe du monde de football 2010 avec le contingent de l'équipe nationale mais il ne jouera aucun match.
Le jeune Schwegler s'impose comme titulaire après la retraite de Benjamin Huggel. Mais la combinaison qu'il forme avec son coéquipier suisse Gökhan Inler ne convint pas Hitzfeld pour le manque de percussion offensive du joueur.
Schwegler n'est pas retenu par Hitzfeld pour disputer le match amical face au Liechtenstein le 10 août 2011. Le sélectionneur national affirme néanmoins que cela n'est pas dû à la relégation du club de l'Eintracht Frankfurt en deuxième division allemande, club de Schwegler : "Le fait de joueur en 2e division ne condamne personne, ni Schwegler et ni Fernandes. Seulement, j'ai envie de lancer de nouveaux joueurs".
Fin août 2011, Schwegler est rappelé par Ottmar Hitzfeld pour disputer les matchs de qualification à l'Euro 2012 face à la Bulgarie. Il doit néanmoins déclarer forfait pour cette rencontre à la suite d'une blessure contractée au dos lors de la rencontre entre l'Eintracht Francfort et SC Paderborn. Pirmin Schwegler revient en sélection en mars 2014 a ses bonnes prestations en club mais il n'est pas retenu par Hitzfeld pour disputer la coupe du monde 2014 au Brésil. Le 26 mars 2015 à l'âge de 28 ans, Schwegler prend la décision de prendre sa retraite internationale pour la raison que le sélectionneur Vladimir Petković ne compte pas sur lui pour la Nati.